# Красногорка (Курганская область)
Красногорка — село в Звериноголовском районе Курганской области. Входит в состав Круглянского сельсовета.

## История
Основано в 1925 г. По данным на 1926 год посёлок Красногорский состоял из 17 хозяйств. В административном отношении входил в состав Алабугского сельсовета Звериноголовского района Курганского округа Уральской области.

## Население
| 1989 | 2002 | 2010 |
| ---- | ---- | ---- |
| 237  | ↘195 | ↘118 |

По данным переписи 1926 года в посёлке проживало 94 человека (48 мужчин и 46 женщин), в том числе: русские составляли 100 % населения.